# Otto Hanebuth
Otto Hanebuth (* 11. September 1911 in Stendal; † 25. August 1988 in Saarbrücken) war ein deutscher Sportwissenschaftler.

## Leben
Hanebuth war der Sohn von Heinrich Hanebuth und Marie Möhrig. Er studierte in Marburg, Innsbruck und Königsberg. 1939 wurde er promoviert und erlangte den Dr. phil. Von 1938 bis 1949 war er als Wissenschaftlicher Assistent am Institut für Leibesübungen der Universität Marburg tätig, 1943 wurde er zum Studienrat ernannt. Von 1949 bis 1951 war er Assistent am Institut für Leibesübungen in Göttingen. Danach lehrte er als Dozent für Leibesübungen am Pädagogischen Institut Darmstadt in Jugenheim.
1957 wurde er Direktor des Instituts für Leibesübungen der Universität des Saarlandes in Saarbrücken, 1970 geschäftsführender Direktor des Sportwissenschaftlichen Institutes (SWI), 1971 zum Professor ernannt und 1976 in den Ruhestand verabschiedet.
Er verfasste zahlreiche Fachveröffentlichungen.
Hanebuth war seit 1938 mit Ingeborg, geb. Bohm, verheiratet. Aus der Ehe gingen vier Kinder hervor.

## Veröffentlichungen
- Grundschulung zu sportlicher Leistung. Sportkreis Marburg, Marburg/Lahn 1949, vier Auflagen bis 1964.
- Der Rhythmus in den Leibesübungen. Limpert, Frankfurt 1961,
  - El ritmo en la educación física : Bases para perfeccionar el movimiento. Editorial Paidós, Buenos Aires 1968.
- Rhythmisches Turnen – eine sportliche Kunst : Bewegungs- und Trainingslehre für den Kunstturner. Limpert, Frankfurt 1964.
- Gymnastik mit dem Eisenring. Limpert, Frankfurt 1967.